# Ploceus batesi
El tejedor de Bates (Ploceus batesi) es una especie de ave paseriforme de la familia Pycnonotidae. Es endémica de Camerún y no se reconocen subespecies.